# (2935) Naerum
(2935) Naerum es un asteroide que forma parte del cinturón de asteroides y fue descubierto por Richard Martin West desde el Observatorio de La Silla, Chile, el 24 de octubre de 1976.

## Designación y nombre
Naerum recibió al principio la designación de 1976 UU.
Posteriormente se nombró por la localidad danesa de Nærum, donde el descubridor pasó varios años de su infancia.

## Características orbitales
Naerum está situado a una distancia media de 2,601 ua del Sol, pudiendo acercarse hasta 2,276 ua y alejarse hasta 2,926 ua. Tiene una inclinación orbital de 13,06° y una excentricidad de 0,1249. Emplea 1532 días en completar una órbita alrededor del Sol.